# خام، هلند
چام (به هلندی: Chaam) یک منطقهٔ مسکونی در هلند است که در الفن-چام واقع شده‌است. چام ۳٬۸۳۱ نفر جمعیت دارد.